# 글로스터 공작 헨리
글로스터 공작 헨리(Prince Henry, Duke of Gloucester, 1900년 3월 31일 ~ 1974년 7월 10일)는 영국 왕실의 일원이었다. 그는 조지 5세와 테크의 메리의 셋째 아들이었고, 왕 에드워드 8세와 조지 6세의 남동생이었다. 그는 1945년부터 1947년까지 호주의 총독으로 일했는데, 그 직위를 가진 유일한 왕자였다.
헨리는 학교에서 교육을 받은 영국 군주의 첫 번째 아들로 운동에 뛰어났으며, 이후 이튼 칼리지에 진학하여 지휘하고자 했던 제10 왕립 후사스 연대에서 임관하였다. 하지만, 그의 군 생활은 왕실의 의무로 인해 자주 중단되었고, 낮은 인지도로 인해 그는 "미지의 군인"이라는 별명으로 불렸다. 케냐에서 대규모 사격을 하는 동안, 그는 미래의 조종사 베릴 마컴을 만났고, 그와 연애를 하게 되었다. 법원은 그에게 관계를 끝내라고 압력을 가했지만, 대중의 추문을 피하기 위해 그는 정기적으로 묵비를 지불해야 했다. 1935년, 부모의 압력을 받기도 한 그는 앨리스 몬태규 더글러스 스콧과 결혼하여 두 아들 윌리엄 왕자와 리처드 왕자를 두었다.
1939년부터 1940년까지 헨리는 고트 경의 연락관으로 프랑스에서 근무했다. 그는 남은 전쟁 기간 동안 군사 및 외교 업무를 수행했고, 그 후 1945년 존 커틴 총리의 요청으로 호주의 총독으로 임명되었다. 그 직책은 원래 항공 사고로 사망한 그의 남동생 켄트 공작에게 제안되었다. 헨리는 1953년 그의 조카 엘리자베스 2세의 대관식에 참석했고, 종종 그의 아내와 함께 여러 번의 해외 여행을 수행했다. 1965년부터 그는 여러 차례의 뇌졸중으로 무력화되었다. 그가 사망했을 때, 그의 유일한 살아있는 아들인 리처드에 의해 글로스터 공작의 뒤를 이었다.
헨리 왕자는 조지 5세와 테크의 메리의 마지막 생존 자녀였다. 102세의 나이로 세상을 떠난 그의 미망인은 영국 왕실에서 가장 장수한 구성원이 되었다.